# Prelazia de Marajó
A Prelazia do Marajó (Praelatura Territorialis Maraiensis) é uma circunscrição eclesiástica da Igreja Católica no Brasil, pertencente à Província Eclesiástica de Belém do Pará e ao Conselho Episcopal Regional Norte II da Conferência Nacional dos Bispos do Brasil, sendo sufragânea da Arquidiocese de Belém do Pará. A sé episcopal está na catedral de Nossa Senhora da Consolação (Paróquia Menino Deus), na cidade de Soure, no estado do Pará.

## Histórico
A Prelazia de Marajó foi erigida a 14 de abril de 1928 pela bula Romanus Pontifex do Papa Pio XI, com território desmembrado da Arquidiocese de Belém do Pará.

## Demografia
Em 2004, a prelazia contava com uma população aproximada de 260.000 habitantes, com 88,5% de católicos. A maior população está nas paróquias de Breves, com cerca de 100.000 habitantes. 
O território da prelazia é de 86.477,12 km², organizado em dez paróquias, abrangendo os seguintes municípios: Soure - Paróquia Menino Deus (Sé prelatícia), Breves - Paróquia Sant'Ana e Paróquia São José e Santa Terezinha do Menino Jesus, Afuá - Paróquia Nossa Senhora da Conceição, Chaves - Paróquia Santo Antônio, Anajás - Paróquia Menino Deus, Portel - Paróquia Nossa Senhora da Luz, Melgaço - Paróquia São Miguel Arcanjo, Bagre - Paróquia Santa Maria e Salvaterra - Paróquia Nossa Senhora da Conceição.

## Bispos
| #  | Nome                                     | Período      | Notas                              |
| -- | ---------------------------------------- | ------------ | ---------------------------------- |
| 5º | José Ionilton Lisboa de Oliveira, S.D.V. | 2024 - Atual |                                    |
| 4º | Evaristo Pascoal Spengler, O.F.M.        | 2016 — 2023  | Nomeado Bispo de Roraima           |
| 3º | José Luis Azcona Hermoso, O.A.R.         | 1987 — 2016  | Renunciou. Veio a falecer em 2024. |
| 2º | Alquilio Álvarez Díez, O.A.R.            | 1965 — 1985  | Faleceu.                           |
| 1º | Gregório Alonso Aparicio, O.A.R.         | 1943 — 1965  | Renunciou. Veio a falecer em 1982. |